# 10964 Degraaff
10964 Degraaff este un asteroid din centura principală de asteroizi.

## Descriere
10964 Degraaff este un asteroid din centura principală de asteroizi. A fost descoperit pe 26 martie 1971 la Observatorul Palomar de Cornelis Johannes van Houten, Ingrid van Houten-Groeneveld și Tom Gehrels. Asteroidul prezintă o orbită caracterizată de o semiaxă mare de 2,76 ua, o excentricitate de 0,03 și o înclinație de 2,1° în raport cu ecliptica.